# Lajoux (Suíça)
Lajoux é uma comuna da Suíça, situada no distrito de Franches-Montagnes, no cantão de Jura. Tem 12,35 km² de área e sua população em 2018 foi estimada em 673 habitantes.